# Monochamus subconvexicollis
Monochamus subconvexicollis là một loài bọ cánh cứng trong họ Cerambycidae.